# Chráněná krajinná oblast Broumovsko
Chráněná krajinná oblast Broumovsko (CHKO Broumovsko) je chráněná krajinná oblast v Česku. Vyhlášena byla 1. května 1991. Správa CHKO sídlí v Polici nad Metují. Rozloha CHKO činí 432 km², nadmořská výška se pohybuje v rozmezí 348 až 880 metrů, nejvyšším bodem je vrchol Ruprechtického Špičáku.
CHKO Broumovsko se rozkládá se v geomorfologickém celku Broumovská vrchovina v turistickém regionu Kladské pomezí. V oblasti se nacházejí mj. pískovcová skalní města a stolové hory.

## Maloplošná chráněná území
- národní přírodní rezervace: Adršpašsko-teplické skály, Broumovské stěny
- národní přírodní památky: Polické stěny
- přírodní rezervace: Ostaš, Křížová cesta, Farní stráň
- přírodní památky: Borek, Kočičí skály, Šafránová stráň, Mořská transgrese, Pískovcové sloupky

## Galerie

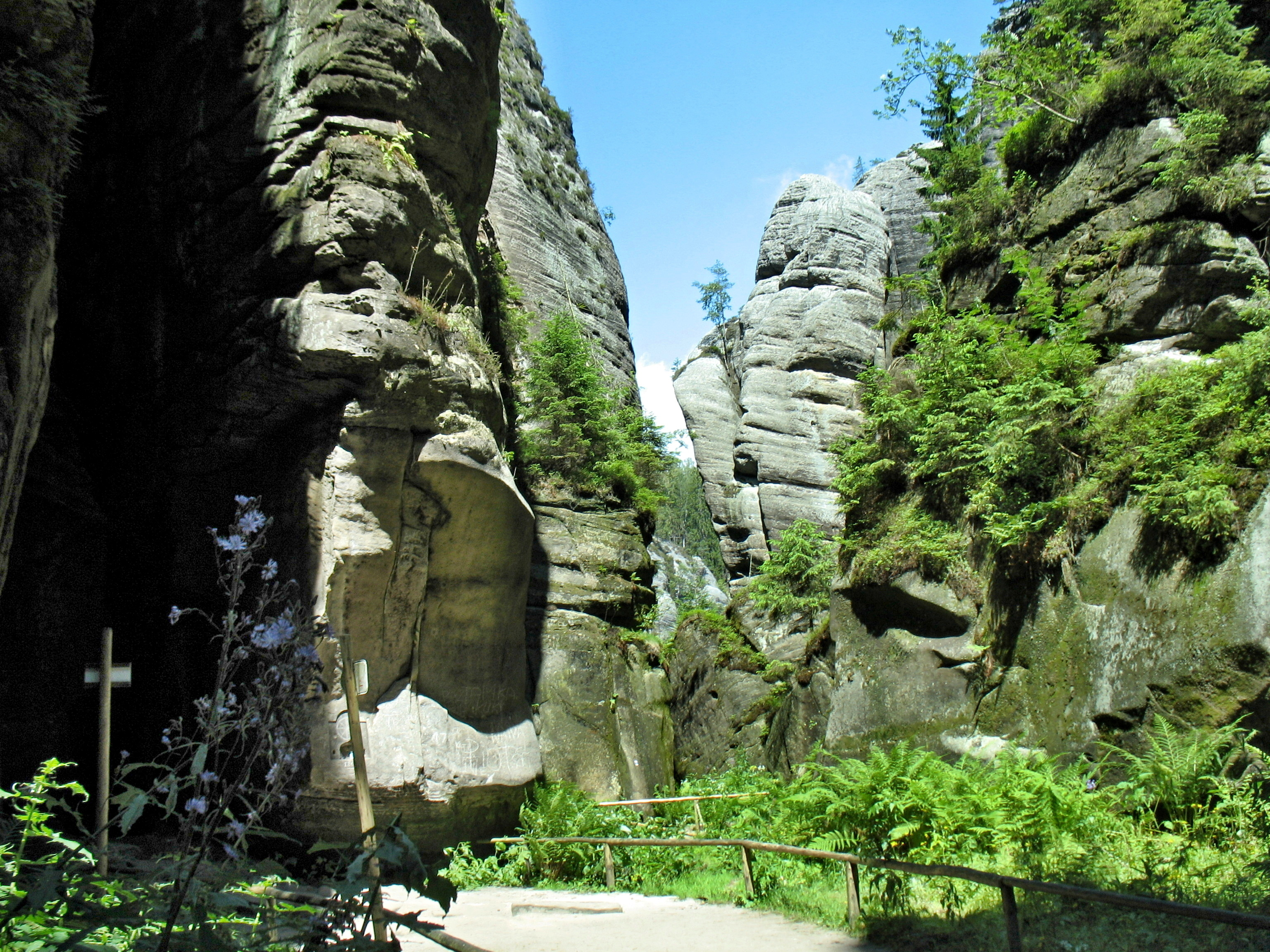
Adršpašsko-teplické skály
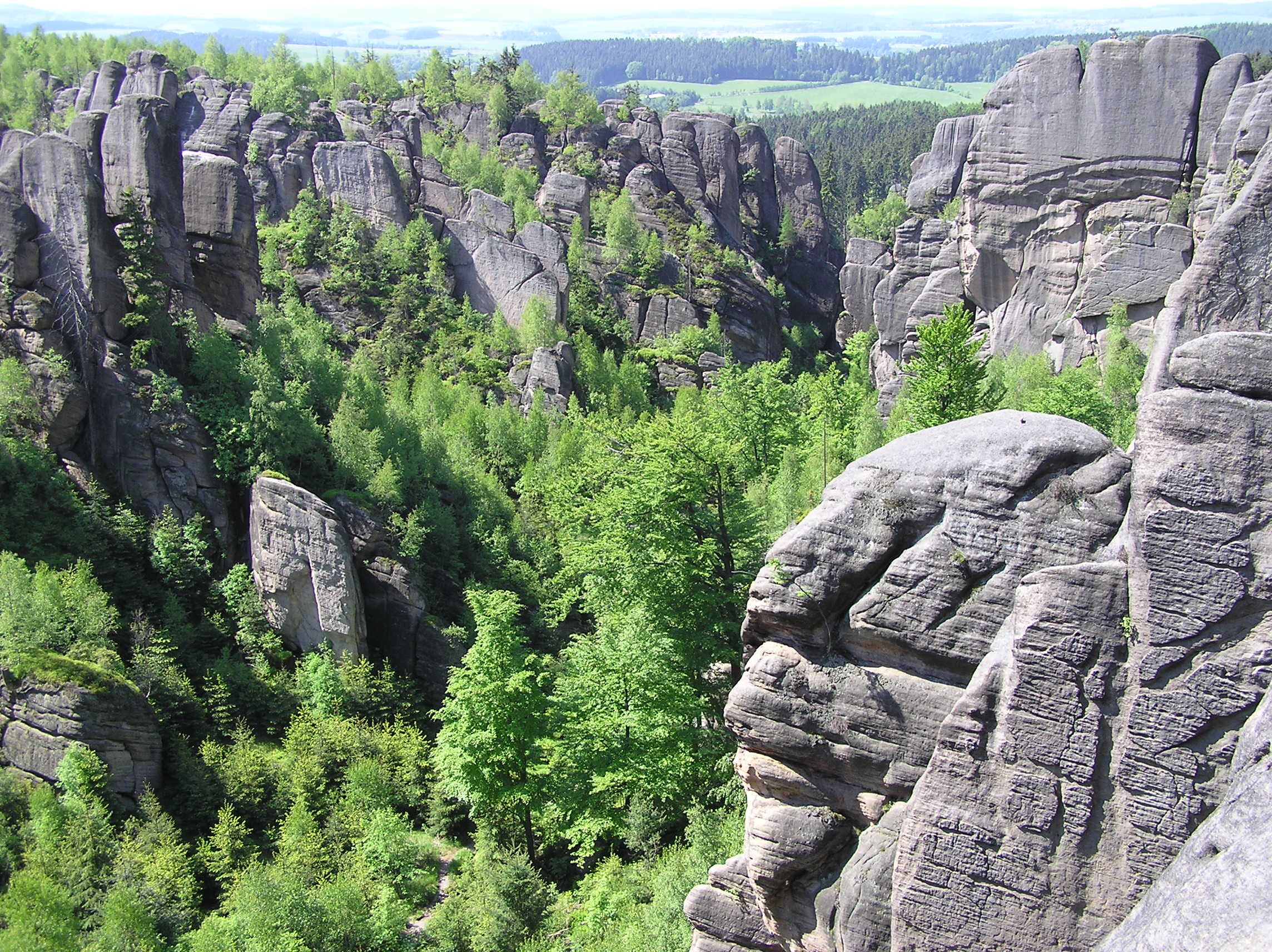
Kovářova rokle v Broumovských stěnách
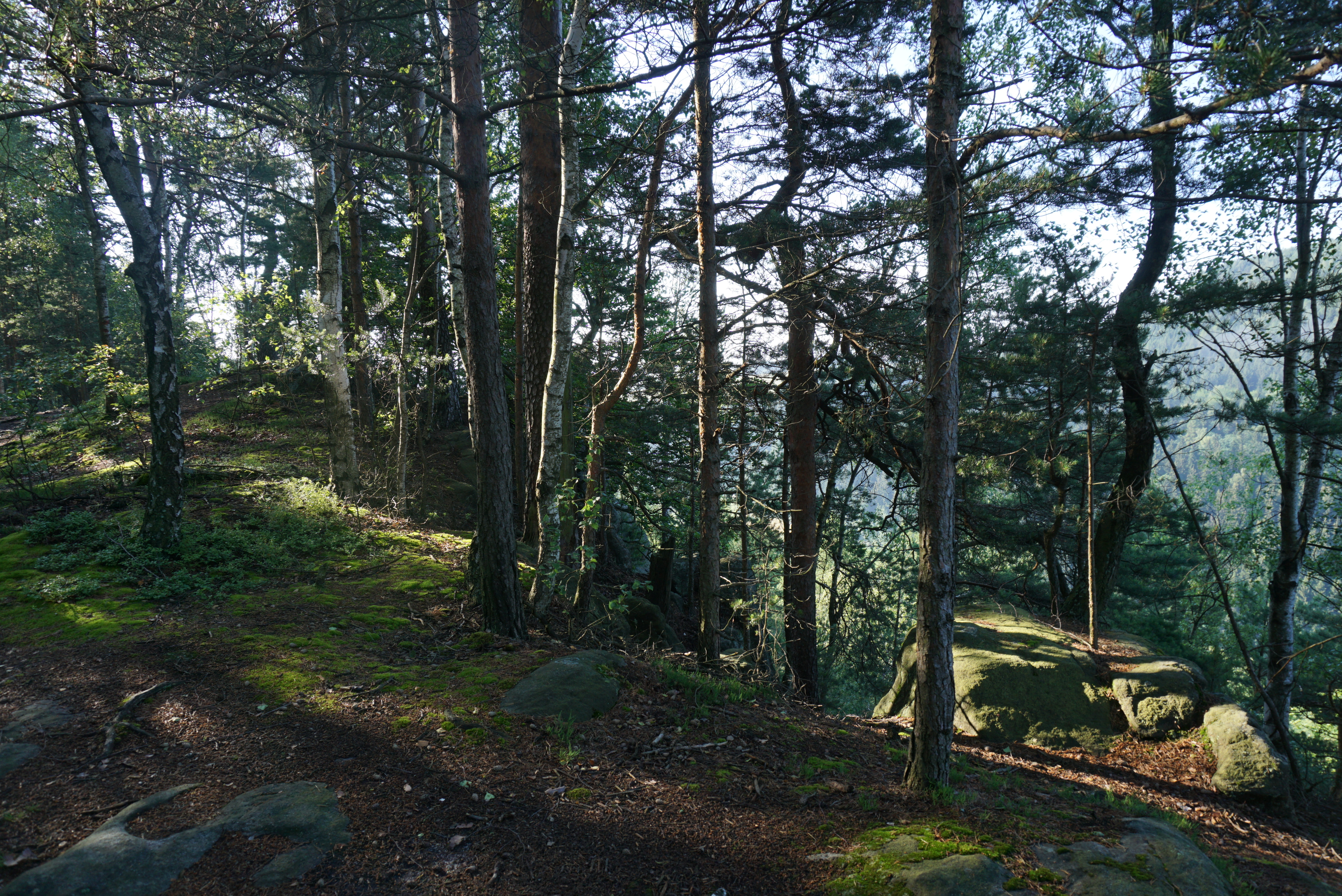
Přírodní památka Borek
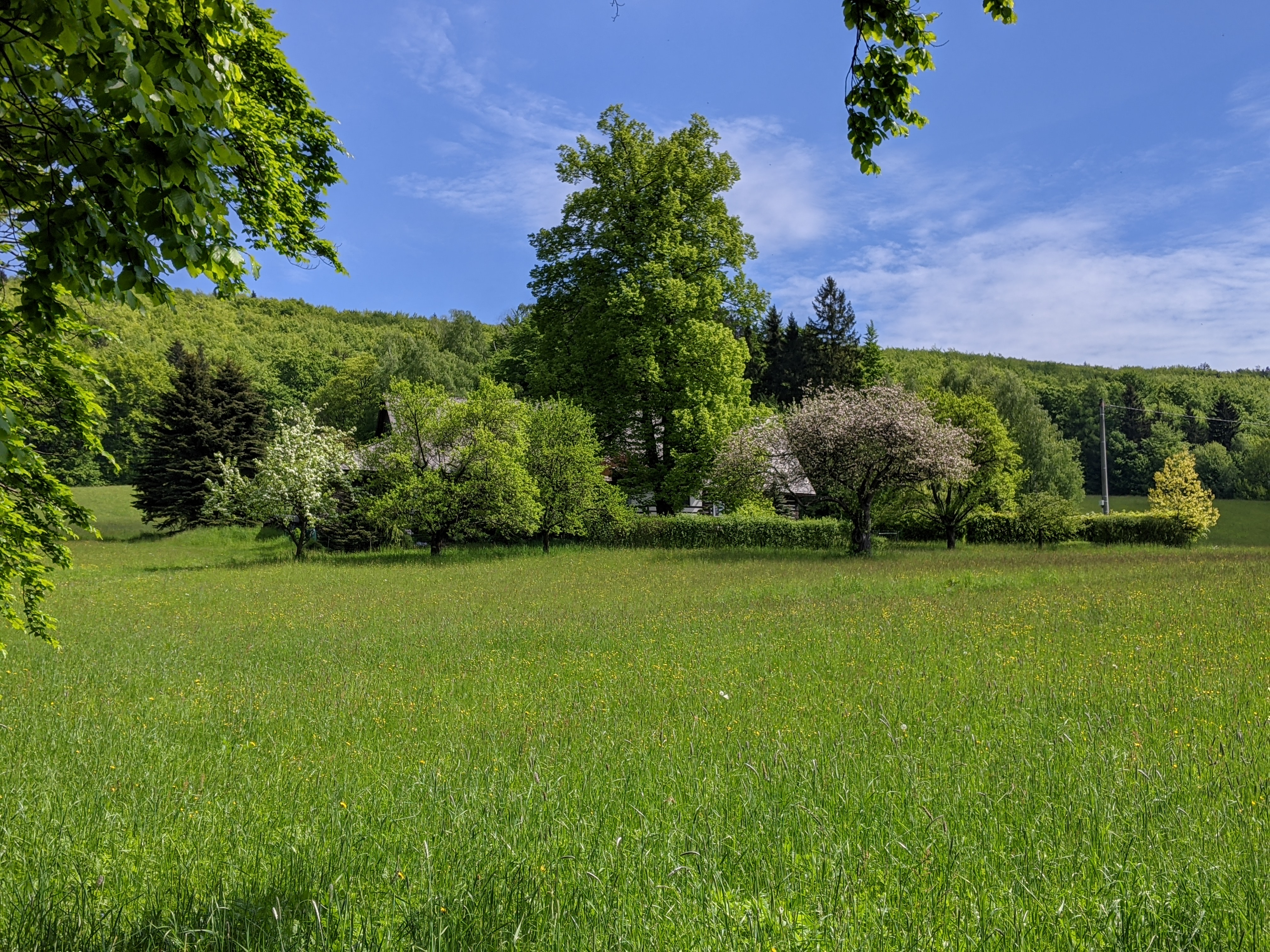
Přírodní památka Žaltman
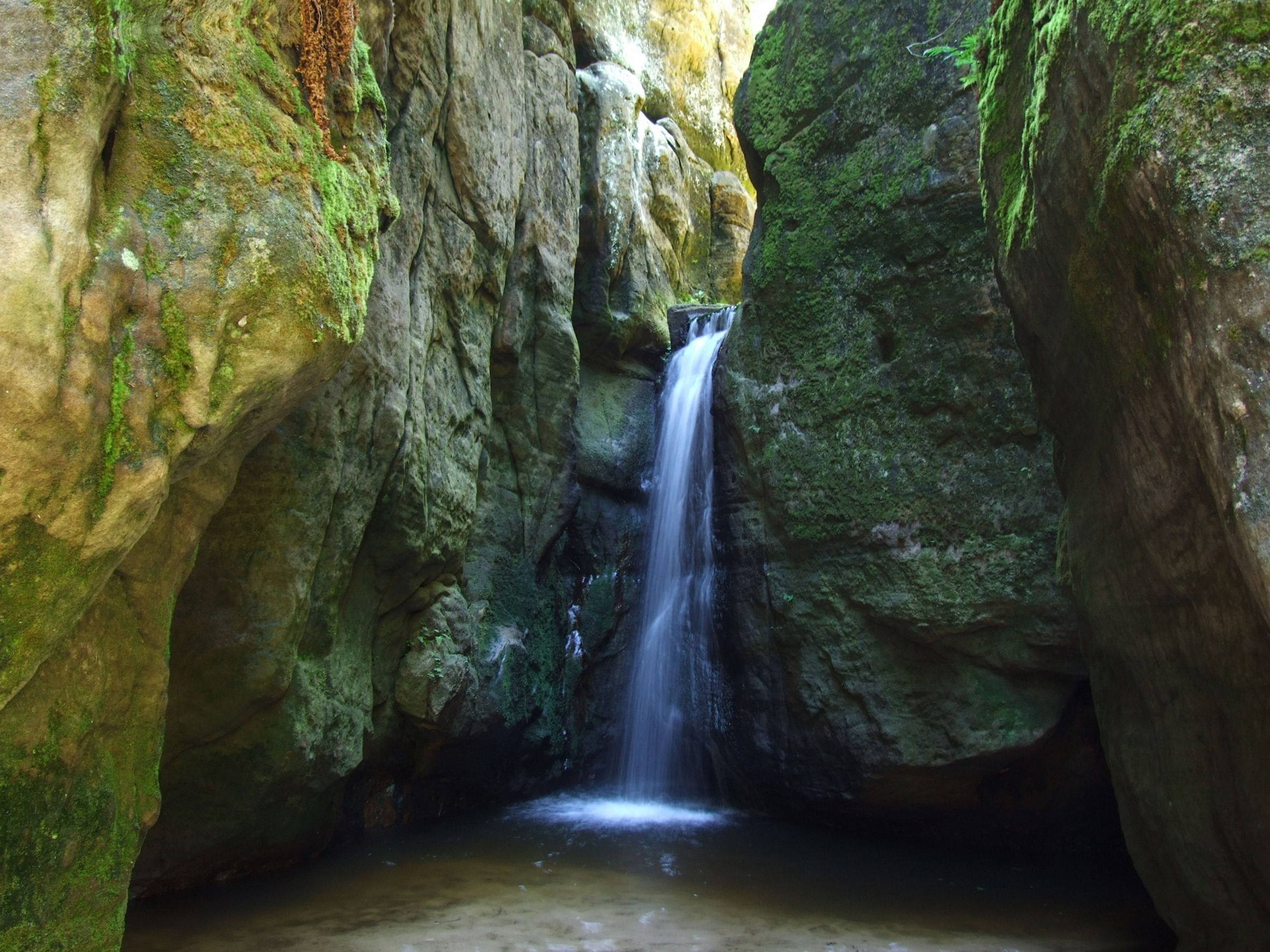
Malý vodopád v Adršpašsko-teplických skalách
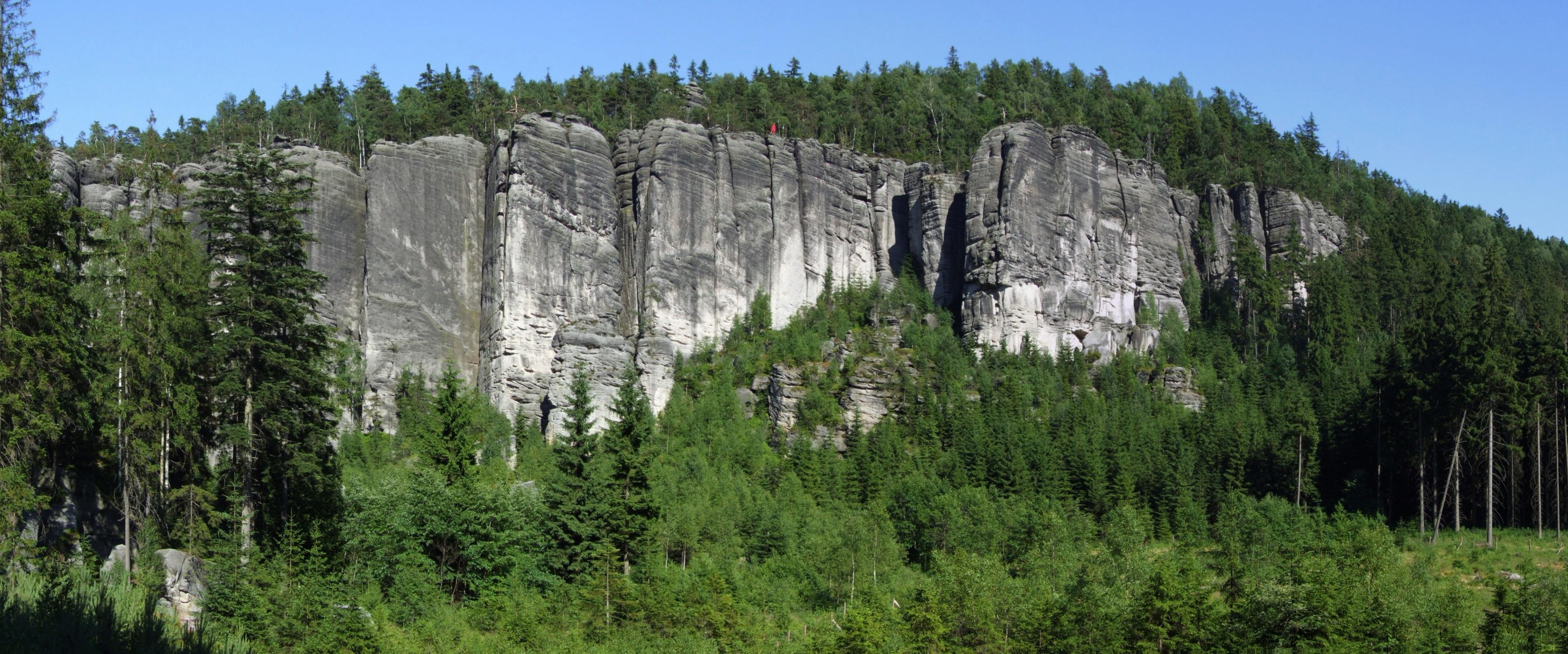
Martinské stěny v Teplických skalách